# Pierre-Joseph Grégoire
Pour les articles homonymes, voir Grégoire.
Pierre Joseph Grégoire (né Pierre Edmond Joseph Grégoire) le 15 septembre 1876 à Argenteuil, France et mort le 25 juillet 1962 à Suresnes, France, est un ingénieur français, fondateur des Automobiles Grégoire et actif également en moteurs d'avions.

## Biographie
Pierre Joseph Edmond Grégoire est né au 3 route de Sannois à Argenteuil le 15 septembre 1876 de Edmond Benoit Joseph Guillaume Grégoire, 37 ans (père) et de Marie Victoire Alôve Jard-Bourdinière, 32 ans (mère).
Pierre Joseph Grégoire s'associe à Louis Soncin (constructeur mécanicien) le 25 août 1902. La Société se nomme Soncin-Grégoire et Cie, automobiles, construction mécanique.  Le 8 octobre 1902, Monsieur Soncin cède à Grégoire tous ses droits dans la société dont la raison sociale devient Grégoire et Cie.
Le 17 novembre 1902 Pierre Grégoire dépose un brevet d'invention pour un mécanisme de changement de marche. Il est publié le 26 mai 1903 au Journal Officiel. 
En 1903, le Grand Palais accueille le Salon de l'Automobile. Les premiers modèles commercialisés sous la marque Grégoire sont présentés au public.
En 1906, les usines déménagent à Poissy.
En 1909, Grégoire remporte un autre grand succès au salon de l'automobile de l'Olympia à Londres avec les premières voitures de sport du type Runabout et le modèle Torpedo traduction de « torpille ».
Son avion Grégoire GYP, expérimenté notamment à Chartres, sur le terrain aéronautique alors actif de l future base aérienne 122 Chartres-Champhol, est un succès.
Au salon de l'automobile de 1912 la S.A. des automobiles Grégoire présente les voiturettes Dumont et Bellanger qui sont construites avec le savoir-faire des Grégoire.
Quand survient la guerre en août 1914 la firme produit 5 modèles. Elle privilégie alors la fabrication de matériel militaire et deux modèles à cadences très réduites.
En 1924, crise financière oblige, Jacques Bignan rachète les installations de Poissy pour y monter de nouveaux modèles.
Le 16 avril 1938, il se marie à la Garenne-Colombes avec Yvonne Sourgens.
Pierre Joseph Grégoire meurt le 25 juillet 1962 à Suresnes à l'âge de 86 ans.

### Articles externes
- Amicale Grégoire